# Gösta Schyllander
Nils Gösta Schyllander, född 5 mars 1911 i Stockholm, död där 10 maj 1997, var en svensk militär.
Gösta Schyllander var son till kapten Nils Schyllander och Stina Helin. Han blev officer 1933, kapten vid Göta trängkår 1941, var kadettofficer och lärare vid Krigsskolan 1946–1949 och blev major 1952. Schyllander var chef för Arméns underhållsskola 1953–1956, blev utbildningchef vid Skånska trängregementet 1956, överstelöjtnant vid Göta trängkår 1985 och var tillförordnad chef för Göta trängregemente 1961–1962. Han var utbildnings- och produktchef vid Svensk Bilprovning 1963–1972 och blev överstelöjtnant i reserven 1966.